# 库斯托沃耶农村居民点
库斯托沃耶农村居民点（俄语：Кустовское сельское поселение）是俄罗斯联邦别尔哥罗德州雅科夫列沃区所属的一个农村居民点。其下辖有4个居民点，行政中心为库斯托沃耶。据2016年统计，该农村居民点的人口为2824人。